# Мейтленд (Пенсільванія)
Мейтленд (англ. Maitland) — переписна місцевість (CDP) в США, в окрузі Міффлін штату Пенсільванія. Населення — 323 особи (2020).

## Географія
Мейтленд розташований за координатами 40°37′20″ пн. ш. 77°30′7″ зх. д. / 40.62222° пн. ш. 77.50194° зх. д. (40.622212, -77.501919).  За даними Бюро перепису населення США в 2010 році переписна місцевість мала площу 3,73 км², з яких 3,73 км² — суходіл та 0,01 км² — водойми.

## Демографія
Згідно з переписом 2010 року, у переписній місцевості мешкало 357 осіб у 142 домогосподарствах у складі 108 родин. Густота населення становила 96 осіб/км².  Було 157 помешкань (42/км²).
Расовий склад населення:
| - 97,5 % — білих - 0,8 % — чорних або афроамериканців - 0,3 % — корінних американців |

До двох чи більше рас належало 1,1 %. Частка іспаномовних становила 0,0 % від усіх жителів.
За віковим діапазоном населення розподілялося таким чином: 21,0 % — особи молодші 18 років, 60,5 % — особи у віці 18—64 років, 18,5 % — особи у віці 65 років та старші. Медіана віку мешканця становила 44,9 року. На 100 осіб жіночої статі у переписній місцевості припадало 98,3 чоловіків;  на 100 жінок у віці від 18 років та старших — 101,4 чоловіків також старших 18 років.
Середній дохід на одне домашнє господарство  становив 37 263 долари США (медіана — 40 938), а середній дохід на одну сім'ю — 29 045 доларів (медіана — 35 104). За межею бідності перебувало 34,4 % осіб, у тому числі 100,0 % дітей у віці до 18 років та 0,0 % осіб у віці 65 років та старших.
Цивільне працевлаштоване населення становило 125 осіб. Основні галузі зайнятості: освіта, охорона здоров'я та соціальна допомога — 37,6 %, будівництво — 24,8 %, роздрібна торгівля — 14,4 %, фінанси, страхування та нерухомість — 13,6 %.